# الثتم (القف)

تعديل مصدري - تعديل

الثتم هي إحدى قرى عزلة القف بمديرية القف التابعة لمحافظة حضرموت، بلغ تعداد سكانها 55 نسمة حسب تعداد اليمن لعام 2004.